# كريستوفر أندرسن
كريستوفر أندرسن (بالنرويجية البوكمول: Kid Andersen)‏ هو موسيقي وعازف قيثارة نرويجي، ولد في 15 يناير 1980.